# Cilia Loots
Caecilia Antonia Maria (Cilia) Loots (bekend als "Tante Ciel"; Haarlem, 27 december 1903 - Amersfoort, 13 mei 1988) was een Nederlandse lerares en antifascistisch verzetsstrijder, bekend om het redden van Joodse kinderen tijdens de Tweede Wereldoorlog.

## Biografie
Cilia Loots was een dochter van Philippus Petrus Maria Loots en Cornelia Helena Maria Verkleij. Zij was een gelovige katholieke vrouw die was opgeleid tot Montessorileerkracht. Ze runde in Amersfoort een particuliere school voor kinderen met ernstige leerproblemen. Sommige kinderen waren daar ook in de kost. In 1942 besloot ze op verzoek van haar vriendin Jo Veld enkele Joodse kinderen in haar school onder te brengen. Uiteindelijk nam ze elf Joodse kinderen op. Zij leidden een zo normaal mogelijk leven: gingen naar school, hielpen in het huishouden, speelden en kregen muziekles. Doordat ook niet-Joodse kinderen naar de school kwamen, bleef het verblijf van de Joodse kinderen onopgemerkt. Naarmate de tijd verstreek, hielp de zeventienjarige Dina van Heiningen (later Van der Geld, 1923-2008) haar met het huishouden, terwijl zij de identiteit van de Joodse kinderen kende. Van Heiningen hielp Loots ook bij haar verzetswerk door koeriersdiensten en het verspreiden van illegale kranten.
De school van Loots was een riskante plek om kinderen te verbergen, aangezien die vlakbij Kamp Amersfoort lag; op zolder was een noodschuilplaats gecreëerd maar deze werd zelden gebruikt. Loots liet tijdens de oorlog ook enkele volwassenen in haar huis onderduiken, waaronder vluchtelingen uit Kamp Amersfoort, en hield er verzetsbijeenkomsten.
Loots overleed op 84-jarige leeftijd en werd begraven in Leusden.

## Onderscheiding
Loots was draagster van het Verzetsherdenkingskruis en werd in 1969 door Yad Vashem erkend als Rechtvaardige onder de Volkeren.
- International Standard Name Identifier: 0000 0004 9880 4954
- Library of Congress Control Number: no2017155105
- Virtual International Authority File: 273151246575544131702